# Hieracium fuscocinereum
Hieracium fuscocinereum — вид квіткових рослин з родини айстрових (Asteraceae). Вид зростає в Європі: Англія, Шотландія, Данія (у т. ч. Фарерські острови), Норвегія, Швеція, Фінляндія, Німеччина, Франція, Польща, Естонія, Латвія, Литва, Білорусь, європейська Росія; це багаторічна рослина.

## Морфологічна характеристика
Стебло до 80 см заввишки. Прикореневе листя численне, еліптичне або яйцеподібне, гнучке, на черешках. Є 4–15 яйцеподібних кошиків завдовжки близько 10 мм, вкритих простими та залозистими волосками. Квітконіжки залозисті. Чорна сім'янка з білим дворядним чубчиком.